# Motorola 6809
Motorola 6809 je kodno ime za 8-bitni mikroprocesor kojeg je dizajnirala i proizvodila tvrtka Motorola. Ovaj mikroprocesor su dizajnirali Terry Ritter i Joel Boney, dok je na tržište bilo dostupno 1978. godine. Motorola 6809 bio je veliki napredak naspram 6800 jer u dizajnu us uvedeni sljedeći elementi:
- dva 8-bitna registra (A i B) koji se mogu ujediniti u jedan 16-bitni registar,
- dva 16-bitna registra (X i Y),
- dva 16-bitna pokazivaća stoga

Ove novine omogućili su korištenje naprednih programskih svojstava kao pozicijskog-neutralnog koda, te ulaznog koda (eng. re-entrant code)

## Opis

### Arhitektura
Arhitektura Motorole 6809 uvela je par novina u arhitekturi 8-bitnih mikroprocesora, rabljenjem dva 8-bitna akumulatora (vrsta spremika) A i B, koji su mogli biti spojeni u jedan 16-bitni akumulator D. 
MC6809 imao je i dva 16-bitna indeksna spremnika X i Y, te dva 16-btina spremnika lokacije stoga. Zbog tih novina, MC6089 mogao je rabiti nove adresne modove, kao recimo rabljenje pozicijsko-neovisnog koda, dok je postojanje korisničke pozicije stoga omogućava korištenje zajedničkog koda. 
```
Akumulatori
+-+-+-+-+-+-+-+-+-+-+-+-+-+-+-+-+
|       A       |       B       | D
+-+-+-+-+-+-+-+-+-+-+-+-+-+-+-+-+

Indeksi
+-+-+-+-+-+-+-+-+-+-+-+-+-+-+-+-+
|               X               |
+-+-+-+-+-+-+-+-+-+-+-+-+-+-+-+-+
|               Y               |
+-+-+-+-+-+-+-+-+-+-+-+-+-+-+-+-+

Stogovi
+-+-+-+-+-+-+-+-+-+-+-+-+-+-+-+-+
|               U               | Pokazivač adrese korisničkog stoga
+-+-+-+-+-+-+-+-+-+-+-+-+-+-+-+-+
|               S               | Pokazivač adrese sustavnog stoga
+-+-+-+-+-+-+-+-+-+-+-+-+-+-+-+-+

Progmski brojač
+-+-+-+-+-+-+-+-+-+-+-+-+-+-+-+-+
|               PC              |
+-+-+-+-+-+-+-+-+-+-+-+-+-+-+-+-+

Direct Page     Zastavice
+-+-+-+-+-+-+-+-+-+-+-+-+-+-+-+-+
|       DP      |E F H I N Z V C|
+-+-+-+-+-+-+-+-+-+-+-+-+-+-+-+-+
                 | | | | | | | +- 
                 | | | | | | +--- Overflow
                 | | | | | +----- Nula
                 | | | | +------- Negativni predznak
                 | | | +--------- Maskirani !IRQ
                 | | +----------- Transporte intermedio
                 | +------------- !FIRQ
                 +--------------- Zastavica za sustavni mod
```

U mikroarhitekturi MC6809 nije rabio mikroprogram, te je rabio je interni PLA sklop koji je upravaljao se dekodiranjem naredbi i mikrosekvenciranjem. MC6809 bio je kodno kompatibilan s MC6800 i sadržavao je manji podskup naredbi. Također je bio je lakši za programirati nego MC6800 ili MOS 6502. [nedostaje izvor]

### Raspored iglica i signala
```
           +---\/---+
    Vss   1|        |40 
!HALT <--

--> !NMI
  2|        |39 
ETAL  <--

--> !IRQ
  3|        |38 
EXTAL <--

--> !FIRQ
 4|        |37 
!RES  <--

<-- BS
    5|        |36 
MRDY  <--

<-- BA
    6|        |35 
Q     <--

    Vcc   7|        |34 
E     <--

<-- A0
    8|        |33 
!DMA  <--

<-- A1
    9|Motorola|32 
R/!W  -->

<-- A2
   10|  6809  |31 
D7    <->

<-- A3
   11|        |30 
D6    <->

<-- A4
   12|        |29 
D5    <->

<-- A5
   13|        |28 
D4    <->

<-- A6
   14|        |27 
D3    <->

<-- A7
   15|        |26 
D2    <->

<-- A8
   16|        |25 
D1    <->

<-- A9
   17|        |24 
D0    <->

<-- A10
  18|        |23 
A15   -->

<-- A11
  19|        |22 
A14   -->

<-- A12
  20|        |21 
A13   -->

           +--------+
```

### Inačice
Mikroprocesore su serijski proizvodile tvrtke Motorola i Hitachi.
| Pakovanje | Frekvencija | Temperatura    | 6809      | 6809E      |
| --------- | ----------- | -------------- | --------- | ---------- |
| Plastika  | 1,0 MHz     | 0 °C a 70 °C   | MC6809P   | MC6809EP   |
| Plastika  | 1,0 MHz     | -40 °C a 85 °C | MC6809CP  | MC6809ECP  |
| Plastika  | 1,5 MHz     | 0 °C a 70 °C   | MC68A09P  | MC68A09EP  |
| Plastika  | 1,5 MHz     | -40 °C a 85 °C | MC68A09CP | MC68A09ECP |
| Plastika  | 2,0 MHz     | 0 °C a 70 °C   | MC68B09P  | MC68B09EP  |
| Plastika  | 2,0 MHz     | -40 °C a 85 °C | MC68B09CP | MC68B09ECP |
| Keramika  | 1,0 MHz     | 0 °C a 70 °C   | MC6809S   | MC6809ES   |
| Keramika  | 1,0 MHz     | -40 °C a 85 °C | MC6809CS  | MC6809ECS  |
| Keramika  | 1,5 MHz     | 0 °C a 70 °C   | MC68A09S  | MC68A09ES  |
| Keramika  | 1,5 MHz     | -40 °C a 85 °C | MC68A09CS | MC68A09ECS |
| Keramika  | 2,0 MHz     | 0 °C a 70 °C   | MC68B09S  | MC68B09ES  |
| Keramika  | 2,0 MHz     | -40 °C a 85 °C | MC68B09CS | MC68B09ECS |

## Uporaba
Mikroobranik Motorola 6809 rabili su: Dragon, TRS-80 Color Computer, video konzola Vectrex. Isto tako originalna izvedba Orao MR102 trebala je rabiti Motorolu 6809. Originala ploča Apple Macintosh rabila je MC6809.
Sljedeća računala i sistemi rabili su inačice MC6809:
- 6809
  - Smoke Signal Broadcasting Chieftain
  - SuperPET
  - Acorn System 2
  - Acorn System 3
  - Acorn System 4
  - Acorn System 5
  - Como CPU
- 68A09
  - Vectrex, videokonzola
  - Fujitsu FM 8
- 68B09
  - Fujitsu FM 7
  - Secoinsa FM 7
- 6809E
  - Tandy Radio Shack TRS-80 Color Computer
  - Tandy Radio Shack TRS-80 Color Computer II
  - Thomson TO7
  - Thomson TO7 70
  - Thomson MO5
  - Thomson MO5 NR
  - Thomson TO 8
  - Thomson MO5 E
  - Thomson MO 6
  - Thomson TO 8 D
  - Thomson TO 9
  - Thomson TO 9 +
  - Dragon 32
  - Dragon 64
  - Dragon 200